# بريندن بيست
بريندن بيست هو لاعب هوكي الحقل كندي، ولد في 28 يناير 1993 في فانكوفر في كندا.

## وصلات خارجية
- بريندن بيست على موقع الاتحاد الدولي للهوكي (الإنجليزية)
- بريندن بيست على موقع اللجنة الأولمبية الدولية (الإنجليزية)
- بريندن بيست على موقع أوليمبيديا (الإنجليزية)
- بريندن بيست على موقع اللجنة الأولمبية الكندية (الإنجليزية)